# Куп Србије у фудбалу 2010/11.
Куп Србије у фудбалу 2010/11. одржава се у организацији Фудбалског савеза Србије.

## Пропозиције такмичења
Пропозицијама завршног дела такмичења за Куп Србије у фудбалу 2010/11. донетих од стране Извршног одбора Фудбалског савеза Србије 15. јула 2009. године предвиђено је да у завршном делу такмичења учествују:
- 16 (шеснаест) клубова Суперлиге Србије,
- 18 (осамнаест) клубова Прве лиге,
- 5 (пет) клубова победника такмичења за Фудбалски куп Србије организованих у оквиру Фудбалских савеза покрајина, региона и ФС Београда.

У завршно такмичење укључују се и клубови који су у завршеном такмичењу за 2009/10. годину испали у нижи степен такмичења - Прву лигу и одговарајуће Српске лиге. На основу ових критеријума у завршно такмичење пласирало се 39 клубова, па је потребно да се одигра 7 утакмице предтакмичења да би се такмичење свело на 32 клуба учесника шеснаестине финала.

### Календар такмичења
- Предтакмичење: 1. септембар 2010.
- Жреб: 9. септембар 2010.
- Шеснаетина финала: 22. септембар 2010.
- Осмина финала: 27. октобар 2010.
- Четвртфинале: 10. новембар 2010.
- Полуфинале: април 2010.
- Финале: мај 2010.

Финална утакмица се игра у Београду по правилу на стадиону Партизана Уколико су финалисти Партизан и Црвена звезда жребом се утврђује на чијем стадиону се утакмица игра, а уколико су финалисти Партизан и неки други клуб, финална утакмица се игра на стадиону Црвене звезде.

## Предтакмичење
У предтакмичењу су се састали победници куп такмичења по регионима и најслабије пласирана екипа из прошле сезоне у Првој лиги Србије. Игра се једна утакмица код првоименоване екипе. У случају нерешеног резултата после регуларног тока утакмице, одмах се изводе једанаестерци. Жреб је одржан 21. августа и парови су:
| Клуб              | Резултат    | Клуб            |
| ----------------- | ----------- | --------------- |
| Срем Јаково       | 1:0         | ЧСК Челарево    |
| Слога Петровац    | 1:1 пен 5:3 | Земун           |
| Синђелић Ниш      | 2:0         | Динамо Врање    |
| Доњи Срем Пећинци | 3:2         | Банат Зрењанин  |
| Мокра Гора        | 1:1 пен 5:4 | Младост Лучани  |
| Младост Апатин    | 3:2         | Раднички Сомбор |
| Слога Краљево     | 2:1         | Раднички Ниш    |

## Шеснаестина финала
Жребом у кристалној дворани београдског хотела „Хајат“ одређени су парови шеснаестине финала фудбалског Купа Србије.
Утакмица шеснаестине финала Купа Србије су одигране 22. септембра. Према пропозицијама такмичења, уколико се утакмица заврши нерешеним резултатом, одмах ће се изводити једанаестерци. Новина од ове такмичарске сезоне је увођење одигравања две утакмице у полуфиналној фази такмичења у Купу Србије.
| Утак. | Клуб, Место            | Резултат    | Клуб, Место            |
| ----- | ---------------------- | ----------- | ---------------------- |
| 1     | БСК Борча              | 1:1 пен 3:5 | Срем Сремска Митровица |
| 2.    | Доњи Срем, Пећинци     | 0:2         | Рад                    |
| 3.    | Слога Краљево          | 0:2         | Црвена звезда          |
| 4.    | Спартак Златибор вода  | 2:1         | Нови Пазар             |
| 5.    | Мокра Гора             | 1:1 пен 8:9 | Смедерево              |
| 6.    | Срем Јаково            | 2:2 пен 5:4 | Јавор Ивањица          |
| 7.    | Младост Апатин         | 0:6         | Партизан Београд       |
| 8.    | Синђелић Ниш           | 2:0         | Чукарички              |
| 9.    | Слога Петровац         | 0:2         | Војводина              |
| 10.   | Борац Чачак            | 2:0         | Инђија                 |
| 11.   | Телеоптик              | 2:1         | ОФК Београд            |
| 12.   | Пролетер Нови Сад      | 1:0         | Напредак Крушевац      |
| 13.   | Металац ГМ             | 1:1 пен 5:3 | Нови Сад               |
| 14.   | Јагодина               | 4:0         | Бежанија               |
| 15.   | Млади радник Пожаревац | 1:3         | Слобода Севојно        |
| 16.   | Хајдук Кула            | 0:0 пен 4:5 | Колубара               |

## Осмина финала
Жребом у београдском „Спорт кафеу“ одређени су парови осмине финала фудбалског Купа Србије.
Утакмица осмине финала Купа Србије су одигране у среду 27. октобра.
| Утак. | Клуб, Место                  | Резултат    | Клуб, Место                     |
| ----- | ---------------------------- | ----------- | ------------------------------- |
| 1     | Колубара, Лазаревац          | 1:2         | Спартак Златибор вода, Суботица |
| 2.    | Срем, Јаково                 | 2:2 пен 6:7 | Војводина, Нови Сад             |
| 3.    | Срем, Сремска Митровица      | 0:2         | Јагодина                        |
| 4.    | Црвена звезда, Београд       | 4:0         | Борац, Чачак                    |
| 5.    | Смедерево, Смедерево         | 0:0 пен 3:4 | Телеоптик, Земун                |
| 6.    | Слобода Поинт Севојно, Ужице | 2:1         | Металац, Горњи Милановац        |
| 7.    | Партизан, Београд            | 3:0         | Пролетер, Нови Сад              |
| 8.    | Синђелић, Ниш                | 0:0 пен 4:2 | Рад, Београд                    |

## Четвртфинале
Жребом у београдском „Спорт кафеу“ 29. октобра 2010. одређени су парови четвртфинала фудбалског Купа Србије.
Утакмица четвртфинала Купа Србије ће се играти у среду 10. новембра.
| Утак. | Клуб, Место                  | Резултат | Клуб, Место                     |
| ----- | ---------------------------- | -------- | ------------------------------- |
| 1     | Црвена звезда, Београд       | 2:1      | Телеоптик, Земун                |
| 2.    | Синђелић, Ниш                | 0:4      | Партизан, Београд               |
| 3.    | Слобода Поинт Севојно, Ужице | 3:2      | Спартак Златибор вода, Суботица |
| 4.    | Војводина, Нови Сад          | 1:0      | Јагодина, Јагодина              |

## Полуфинале
Жребом у београдском „Спорт кафеу“ 1. децембра 2010. одређени су парови полуфинала фудбалског Купа Србије. Од ове сезоне се у полуфиналу играју по две утакмице, први мечеви ће бити одиграни 16. марта, а реванш мечеви 6. априла 2011.

### Прва утакмица
| Партизан     | 2 : 0 | Црвена звезда |
| ------------ | ----- | ------------- |
| Тејго 4’ 49’ |       |               |

| Слобода Поинт Севојно | 1 : 2 | Војводина                     |
| --------------------- | ----- | ----------------------------- |
| Ковачевић 21’         |       | Оумару 27’ · Мојсов 76(пен.)’ |

### Друга утакмица
| Црвена звезда   | 1 : 0 | Партизан |
| --------------- | ----- | -------- |
| Калуђеровић 72’ |       |          |

| Војводина      | 1 : 0 | Слобода Поинт Севојно |
| -------------- | ----- | --------------------- |
| Катаи 7(пен.)’ |       |                       |

## Финале
| Клуб, Место         | Резултат        | Клуб, Место       |
| ------------------- | --------------- | ----------------- |
| Војводина, Нови Сад | 0:3 (служ. рез) | Партизан, Београд |

| Победник Купа Србије у фудбалу 2010/11. |
| --------------------------------------- |
| ФК Партизан 3. титула                   |

| Домаћи клуб                                 | Резултат | Гостујући клуб |
| ------------------------------------------- | --- | --- |
| ФК Војводина                                | 0 : 3 (служ. рез) | ФК Партизан |
| Датум                                       | 11. мај 2011. | 11. мај 2011. |
| Стадион                                     | Стадион Црвена звезда, Београд | Стадион Црвена звезда, Београд |
| Гледалаца                                   | 20 000 | 20 000 |
| Судија                                      | Слободан Веселиновић (Ваљево) | Слободан Веселиновић (Ваљево) |
| ФК Војводина (тренер: Зоран Милинковић)     | Бркић, Вулићевић, Мојсов (жк), Трајковић, Павловић, Медојевић (жк), Стевановић (од 60‘ Меребашвили), Тумбасевић (жк), Лазетић (жк) (74‘ Катаи), Илић (жк), Оумару    | Бркић, Вулићевић, Мојсов (жк), Трајковић, Павловић, Медојевић (жк), Стевановић (од 60‘ Меребашвили), Тумбасевић (жк), Лазетић (жк) (74‘ Катаи), Илић (жк), Оумару    |
| ФК Партизан (тренер: Александар Станојевић) | Стојковић, Миљковић, Савић (жк), Крстајић, Јовановић, Медо, Томић (од 73‘ Илић), Смиљанић (од 82‘ Петровић), Бабовић, Тејго (жк), Илиев (жк) (од 62‘ Вукић)          | Стојковић, Миљковић, Савић (жк), Крстајић, Јовановић, Медо, Томић (од 73‘ Илић), Смиљанић (од 82‘ Петровић), Бабовић, Тејго (жк), Илиев (жк) (од 62‘ Вукић)          |
| Стрелци                                     | Утакмица прекинта у 83. минуту при резултату 1:2 (1:1) за Партизан, а касније је регисторвана службеним резултатом 0:3. 0:1 Тејго 16', 1:1 Мојсов 63', 1:2 Вукић 72‘ | Утакмица прекинта у 83. минуту при резултату 1:2 (1:1) за Партизан, а касније је регисторвана службеним резултатом 0:3. 0:1 Тејго 16', 1:1 Мојсов 63', 1:2 Вукић 72‘ |

Скраћенице:
- служ. рез - службени резултат